# 25 (število)
25 (pétindvájset) je naravno število, za katero velja 25 = 24 + 1 = 26 - 1.

## V matematiki
- sestavljeno število.
- najmanjše Friedmanovo število {\displaystyle 25=5^{2}\,\!}.
- tretje središčno osemkotniško število.
- četrto Cullenovo število {\displaystyle 25=3\cdot 2^{3}+1\,\!}.
- peto kvadratno število {\displaystyle 25=5^{2}\,\!}.
- šesto Prothovo število {\displaystyle 25=3\cdot 2^{3}+1\,\!}.
- osmo srečno število.
- deveto polpraštevilo.

## V znanosti
- vrstno število 25 ima mangan (Mn).

## V jezikoslovju
- slovenska abeceda ima 25 črk.

## Drugo
- TCP vrata v SMTP.

### Leta
- 425 pr. n. št., 325 pr. n. št., 225 pr. n. št., 125 pr. n. št., 25 pr. n. št.
- 25, 125, 225, 325, 425, 525, 625, 725, 825, 925, 1025, 1125, 1225, 1325, 1425, 1525, 1625, 1725, 1825, 1925, 2025, 2125